# Åkerkulla
Åkerkulla (Anthemis arvensis) tillhör kullasläktet i familjen korgblommiga växter. Den är ganska vanlig och påträffas på öppen, torr, kväverik, sandig eller lerig jord, exempelvis åkerkanter, gårdar, utfyllnader, grustag och vägkanter. Dess utbredning är hela södra Sverige från Svealand och neråt, södra Norge, södra Finland och i hela Danmark.
Åkerkullan blir 15–50 cm hög och blommar i juni - september med nästan doftlösa blommor som till utseendet liknar prästkrage. Bladen är grågröna, tilltryckt håriga med lansettlika flikar. Korgarna är 2–4 cm breda och sitter på långa skaft.